# 阿涅瓦斯
阿涅瓦斯是西班牙坎塔布里亚的一个市镇。总面积21平方公里，总人口378人（2001年），人口密度18人/平方公里。